# Безпольотна зона

Країни, простір над якими раніше був забороненим для польотів – Ірак, Боснія і Герцеговина та Лівія.

У цьому дописі йдеться про запобігання польотів у певному районі повітряного простору шляхом застосування або загрози застосування військової сили. Відомості про заборону польотів, яка зазвичай застосовуються цивільними або юридичними засобами, див. у статті Заборонений повітряний простір.
Безпольотна зона (англ. no-fly zone, NFZ) — територія, над якою заборонено проліт повітряних суден.
Це територія або зона, яку створюють воєнні держави, над якою певним повітряним суднам заборонено літати. Такі зони зазвичай, впроваджуються на теренах ворожої держави під час збройного конфлікту; такі зони подібні за концепцією на повітряну демілітаризовану зону, і насамперед мають на меті заборонити військовій авіації цієї країни діяти в окремому регіоні. Такі воєнні дії застосовуються державою, яка забезпечує цей режим і, залежно від умов NFZ, можуть передбачати упереджувальні атаки для запобігання потенційним порушенням, чи відплатну силу спрямовану на літак-порушник, або просто спостереження без застосування сили. 
Зони відчуження повітря та протиповітряна оборона, іноді також створюються в цивільному контексті, наприклад, для захисту чутливих місць або певних визначних подій, як от Олімпійські ігри в Лондоні 2012 року, від терористичного повітряного нападу.

## Вступ
Безпольотні зони — сучасне явище, яке виникло в 1990-х роках. Їх можна відрізнити від звичайних авіаційних операцій тим, що вони стосуються примусового захоплення лише повітряного простору іншої країни задля досягнення певної мети на землі, у країні на яку ця акція спрямована.
Під час холодної війни ризик переростання обмеженої військової сутички на ядерне протистояння, знижував привабливість військового втручання як знаряддя державної стратегії США. Можливо водночас, що ще важливіше — повітряні сили були відносно грубим засобом впливу на подію до часу, доки не визріли технології малопомітності та високоточних ударів. До війни в Перській затоці 1991 року, військова авіація не показувала «влучності», потрібної для виконання запланованих нападів проти тимчасових і важкодоступних цілей супротивника — їй не вистачало здатності створити вирішальний політичний вплив на окреме місцеве військове зіткнення, окрім цілковитої війни. Проте, подальший розпад Радянського Союзу та технологічні досягнення в аерокосмічній галузі, зробили заборонені для польотів зони життєздатними як у політичному, так і у військовому сенсах.

## Минулі безпольотні зони

### Ірак, 1991-2003 рр.
Основна стаття: Безпольотні зони (Ірак)

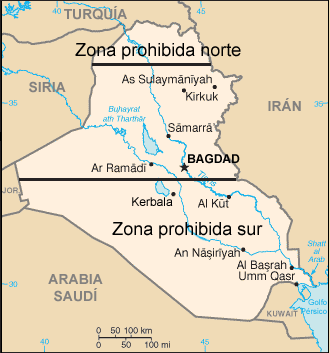
Безпольотні зони над Іраком - північна та південна

Після війни в Перській затоці 1991 року, Сполучені Штати разом з іншими країнами Коаліції встановили дві безпольотні зони в Іраку. Офіційні особи США та коаліції наголосили, що північна безпольотна зона була призначена для запобігання нападам  на курдський народ
з боку іракського режиму Саддама Хусейна, а південна безпольотна зона, слугувала захисту населення шиїтів Іраку. 16 березня 1988 року іракські ВПС застосували хімічну зброю проти курдських мирних мешканців під час хімічної атаки в Халабджі, внаслідок чого загинуло 5000 людей. Ця подія — хімічний напад «повітря-земля» став частиною обґрунтування, що використовувалося коаліційними силами для поглиблення та розширення NFZ, а також певного тлумачення частин глави 42 Статуту ООН. Південна безпольотна зона спочатку сягала 32-ї паралелі, але 1996 року була розширена до 33-ї паралелі.

#### Правовий статус
Ця військова акція не була ухвалена Організацією Об'єднаних Націй. Генеральний секретар ООН на час схвалення резолюції — Бутрос Бутрос-Галі, назвав у лютому 2003 року безпольотні зони "незаконними" в інтерв'ю Джону Пілджеру для ZNet. 1998 року Франція вийшла з операції, а міністр закордонних справ Франції Юбер Ведрін зазначив, що «у міжнародному праві немає підстав для такого типу бомбардувань».

#### Смерті цивільного населення
Організація Об'єднаних Націй повідомляла, що лише 1999 року, під час бомбардувань Коаліцією, було вбито 144 мирних мешканців. Внутрішній звіт Сектору безпеки ООН показав, що впродовж п'яти місяців — 41% жертв були цивільними особами.

### Боснія та Герцеговина, 1993–1995 рр.
1992 року, Рада Безпеки ООН ухвалила резолюцію 781, яка забороняла несанкціоновані військові польоти в боснійському повітряному просторі. Це привело до операції «Небесний монітор», у межах якої НАТО відстежувало порушення забороненої для польотів зони, але не вживало жодних дій проти порушників резолюції. У відповідь на 500 задокументованих порушень до 1993 року, зокрема й одне бойове порушення, Рада Безпеки ухвалила резолюцію 816, яка забороняла всі несанкціоновані польоти і дозволяла всім державам-членам ООН «вживати усіх потрібних заходів… для забезпечення дотримання з [обмеженнями безпольотної зони]». Це привело до операції «Заборонити політ». Згодом союз НАТО завдав відповідних авіаударів, під час операції «Заборонити політ» та впродовж операції «Умисна сила».

### Уроки Іраку та Боснії
У статті Стенфордського університету 2004 року, оприлюдненій у Журналі стратегічних досліджень, «Уроки Іраку та Боснії з теорії та практики безпольотних зон», було розглянуто придатність таких повітряних кампаній, для досягнення військової мети. У документі було зроблено такі висновки: 
1) Потрібна чітка, єдина командна побудова. У Боснії та Герцеговині під час операції «Заборонити політ», заплутана структура координації з двома ключами, давала неузгоджені доручення та призвела до того, що військово-повітряні сили не отримували повноважень для надання допомоги у вирішальних становищах; 
2) Щоб уникнути «вічної проблеми патрулювання», держави повинні заздалегідь знати мету своєї політики та стратегію виходу із режиму безпольотних зон; 
3) Дієвість безпольотних зон залежить від регіональної підтримки. Відсутність схвалення з боку Туреччини — забороненої для польотів зони в Іраку 1996 року, зрештою обмежила здатність коаліції вправно забезпечувати її дотримання.

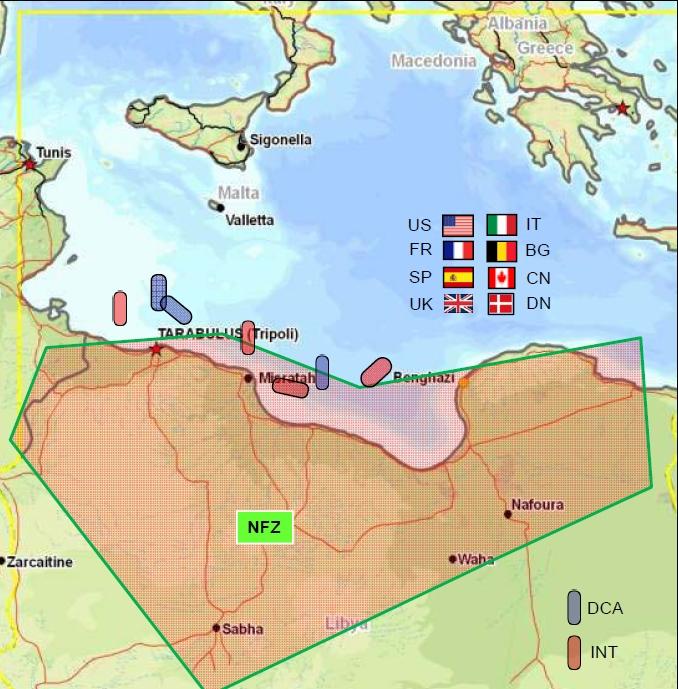
Березень 2011. Безпольотна зона в Лівії.

### Лівія, 2011 р.
Основна стаття: Безпольотна зона над Лівією
У межах військової інтервенції до Лівії 2011 року, Рада Безпеки ООН 17 березня 2011 затвердила заборонену для польотів зону. Резолюція мала положення про подальші дії щодо запобігання нападам на цивільні об'єкти. Союз НАТО скористався можливістю перейти у наступ, розбомбивши позиції лівійського уряду під час тодішньої громадянської війни. Безпольотна зона НАТО була скасована 27 жовтня після одноголосного схвалення РБ ООН.

### Сирія, 2016 р.
Зазвичай, будь-якій операції США зі створення «закритого неба», передувало знищення систем протиповітряної оборони тієї країни, яку вважали агресором, а також власне удари по ворожій авіації.
Водночас, під час війни у Сирії 2016 року, Сполучені Штати не пішли на встановлення «безпольотної зони» над містом Алеппо, яке тоді зазнавало потужних бомбардувань з боку російської авіації та сирійських урядових сил.
Такий крок тоді пояснювали невідворотним зіткненням американської авіації з російською.

### Лівія, 2018 та 2019 рр.
Лівійська національна армія (ЛНА) оголосила безпольотну зону на півдні країни під час наступу ЛНА у регіоні, 2018 року. Згодом її було повторно впроваджено на 10 днів 2019 року, коли ЛНА встановила контроль над нафтовими родовищами у регіоні. Згодом ЛНА оголосила ще одну безпольотну зону на заході країни під час наступу у Західній Лівії, 2019 року.

### Україна, 2022 р.
Основна стаття: Запропонована заборонена для польотів зона під час російського вторгнення в Україну 2022 року
Незабаром після початку російського вторгнення в Україну в лютому 2022 року, українське керівництво неодноразово закликало НАТО забезпечити безпольотну зону над Україною, але Альянс відхилив запит через ризик подальшої ескалації та прямого військового зіткнення з Російською Федерацією, а також з причини сумнівної цінності забороненої для польотів зони у захисті українських поселень, на тлі невибіркових атак російської наземної артилерії (градів, ураганів, смерчів тощо). До того-ж це надзвичайно складне завдання адже наприклад, під час дії безпольотних зон в Іраку, простір над країною яка крім того, мала обмежені можливості власної військової авіації, охороняли 50 літаків союзників на території меншій за половину України, запускаючи повітряне патрулювання протягом лише кількох годин на день.